# Huangmao (sockenhuvudort i Kina, Sichuan Sheng, lat 32,09, long 106,40)
Huangmao (kinesiska: 黄猫) är en sockenhuvudort i Kina. Den ligger i provinsen Sichuan, i den sydvästra delen av landet, omkring 270 kilometer nordost om provinshuvudstaden Chengdu. Antalet invånare är 6 998. Befolkningen består av 3 346 kvinnor och 3 652 män. Barn under 15 år utgör 20,0 %, vuxna 15-64 år 66 %, och äldre över 65 år 12,0 %.
Runt Huangmao är det tätbefolkat, med 369 invånare per kvadratkilometer. Närmaste större samhälle är Huangyang, 16,5 km norr om Huangmao. I omgivningarna runt Huangmao växer i huvudsak blandskog.
Genomsnittlig årsnederbörd är 1 312 millimeter. Den regnigaste månaden är juli, med i genomsnitt 346 mm nederbörd, och den torraste är december, med 2 mm nederbörd.